# USS Murphy (DD-603)
«Мерфі» (англ. USS Murphy (DD-603) — американський ескадрений міноносець типу «Бенсон».
Закладено на верфі Bethlehem Shipbuilding корпорації Бетлегем стіл в Стейтен-Айленд (Нью-Йорк) 19 травня 1941 року. Спущений 29 квітня 1942, став до ладу 27 липня 1942 року.
Під час другої світової війни супроводжував конвої із вантажами між Нью-Йорком та Панамою, Норфолком та Касабланкою. Брав участь у боях при висадках десанту в Північній Африці та битві при місті Джела (1943) на Сицилії.
Виведено у резерв 9 березня 1946 року. З ВМС США виключений 1 листопада 1970 року.
6 жовтня 1972 був проданий фірмі «Luria Bros. and Co. Inc.» в Клівленд і порізаний на брухт.